# 張薇薇 (1977年)
张薇薇（英語：Vivibear，1977年11月26日—）生于浙江省宁波市，目前定居于瑞典。
大学时就读于浙江传媒学院文艺编导系，毕业后在宁波电视台先后担任文艺节目编导、新闻节目记者、编辑。
工作期间，她进修了中国传媒大学的电视新闻专业。2004年，辞去工作与瑞典老公结婚并定居瑞典。
vivibear曾经多次接受宁波晚报分支东南商报的记者陈爱红的采访。然而，先后报道存在严重不符的问题。vivibear的文凭以及她与小熊先生的结识方式疑似捏造。

## 发表作品
1. 《寻找前世之旅(上、下)》
2. 《寻找前世之旅续集》
3. 《寻找前世之流年转（Ⅰ、Ⅱ）》
4. 《阴阳师物语》
5. 《平安京之宋姬物语》
6. 《镰仓の琉璃姬外传》
7. 《北欧海盗之梦物语》
8. 《恨相逢之战国之恋》
9. 《大唐盛世之飞鸟之恋》
10. 《百鬼御伽》
11. 《寻龙记（Ⅰ、Ⅱ）》
12. 《兰陵缭乱（Ⅰ、Ⅱ、Ⅲ）》
13. 《骑士幻想夜（Ⅰ、Ⅱ、Ⅲ）》
14. 《大唐公主招亲记》
15. 《第101次逃婚》
16. 《血族新娘》
17. 《花神》
18. 《楼兰绘梦卷（Ⅰ、Ⅱ）》
19. 《苏丹的禁宫（Ⅰ、Ⅱ）》

## 争议
2009年1月30日，网友“比较非掐架”在天涯社区发帖指责张薇薇的数部作品涉嫌大段抄袭与借鉴。该网友声称，由于张薇薇在《公主志》上连载的小说出现简体字和繁体字混合使用的情况，好奇之下利用百度和谷歌等搜索引擎进行查找，发现张薇薇的作品与其他人的作品不仅有整句雷同甚至出现整段相似。
在经历过郭敬明菊花教事件之后，天涯社区对网络抄袭事件十分反感，于是越来越多的网友自发地加入对比的行列，开始查找张薇薇的抄袭证据。2009年2月，有网友声称，张薇薇抄袭了173位作者的203篇作品。然而随着抄袭对比的更新，截止至2009年9月20日，张薇薇抄袭的作者数已达508位，作品数达到618部。抄袭名单中不乏日本作者司马辽太郎和法国的克里斯提昂·贾克这样的知名人士的作品，也包括《明朝那些事儿》等时下热门小说。
张薇薇涉嫌抄袭事件爆发之后，张薇薇的读者分为了三个群体：一部分读者对张薇薇的「抄袭」行径表示不满，表示要抵制其作品；一部分读者表示伤心，希望张薇薇能够出面说明并道歉；但是更多的读者则声称被张薇薇“抄袭”是一种荣耀，因为张薇薇让他们的作品被更多人知道。甚至有读者还整理所谓“资料”指责被抄袭的作者其实是抄袭张薇薇的。
但到目前为止，张薇薇没有就“抄袭事件”做出正面回应，仅在其博客上暗示她没有抄袭。
2009年4月26日，瑞典新闻媒体《The Local》在其新闻网站刊登出新闻《Swedish-Chinese author accused of plagiarism》，这是英文媒体第一次对张薇薇女士抄袭事件做出报道。
2009年6月1日，vivibear的《骑士幻想夜》由记忆坊文化公司出版。鉴于《骑士幻想夜》抄袭问题严重，而新书宣传广告又称网上大量关于vivibear的抄袭报道等于vivibear是高人人气作家，记忆坊以及新书编辑遭受网友、读者的指责。
《骑士幻想夜》出版后，记忆坊与vivibear终结合作关系。vivibear几个月后放出与盛大旗下的新出版公司聚石文华签约的消息。
聚石文华无视网民的抗议，在2009年底推出vivibear的新书《花神》。vivibear的读者指出，《花神》下中罗密欧的死涉嫌抄袭日本动漫《名侦探柯南》。

## 天涯GJM金乌鸦奖
自vivibear被曝光抄袭以来，无数新闻媒体戏称这位女士是“用鼠标写作”的“抄袭女神”。
而在2009年11月天涯隆重举办的第六届金乌鸦比赛中，vivibear更是以全场12150的最高票数荣获GJM抄袭奖。